# Ivan Iakovlev
Ivan Iakovlev (en russe : Иван Яковлевич Яковлев) (né en 1728 et mort en 2 avril 1783) est un architecte russe, élève de l'architecte russe Alexeï Evlachev. C'est le frère de deux autres architectes : Vassili et Semion Iakovlev,.

## Biographie
Iakovlev a pris part à la construction du palais de Tsarskoe Selo, ce qui lui valut d'être nommé architecte capitaine en 1754. À partir de 1757, il travaille comme architecte pour Alexeï Evlachev. En 1760, il est nommé second-major dans la table des rangs. En 1762, il établit des plans de constructions pour la cérémonie du couronnement de l'impératrice Catherine II. En 1763, il devient architecte du Collège économique de gestion des propriétés foncières. En 1763, ensemble avec les architectes Karl Blank, Dmitri Oukhtomski, Vassili Iakovlev, Semion Iakovlev, il établit le plan détaille de la propriété d'Alexis Bestoujev-Rioumine située dans la Nemetskaïa sloboda. En 1780, il prend part à l'étude du pont de pierre de tous les saints (Vsekhsviatski most). En 1781, Iakovlev construit à la laure de la Trinité-Saint-Serge une sacristie en pierre à deux niveaux. C'est sous sa direction que dans les années 1760 est achevée l'église Saint-Clément à Moscou que Alexeï Evlachev avait commencé à réaliser. Plusieurs plans établis par Iakovlev ont été conservés : le plan du palais au village de Pokrovskoïe, le plan du palais de B. Cheremetiev et les plans de son palais à un étage à Kitaï-gorod dans la rue Nikolska (1760), le plan de la façade du monastère Gueorguievski (ensemble avec G. G. Bartenev).
Ivan Iakovlev meurt à Moscou le 2 avril 1783. Il est enterré au cimetière du monastère Andronikov.

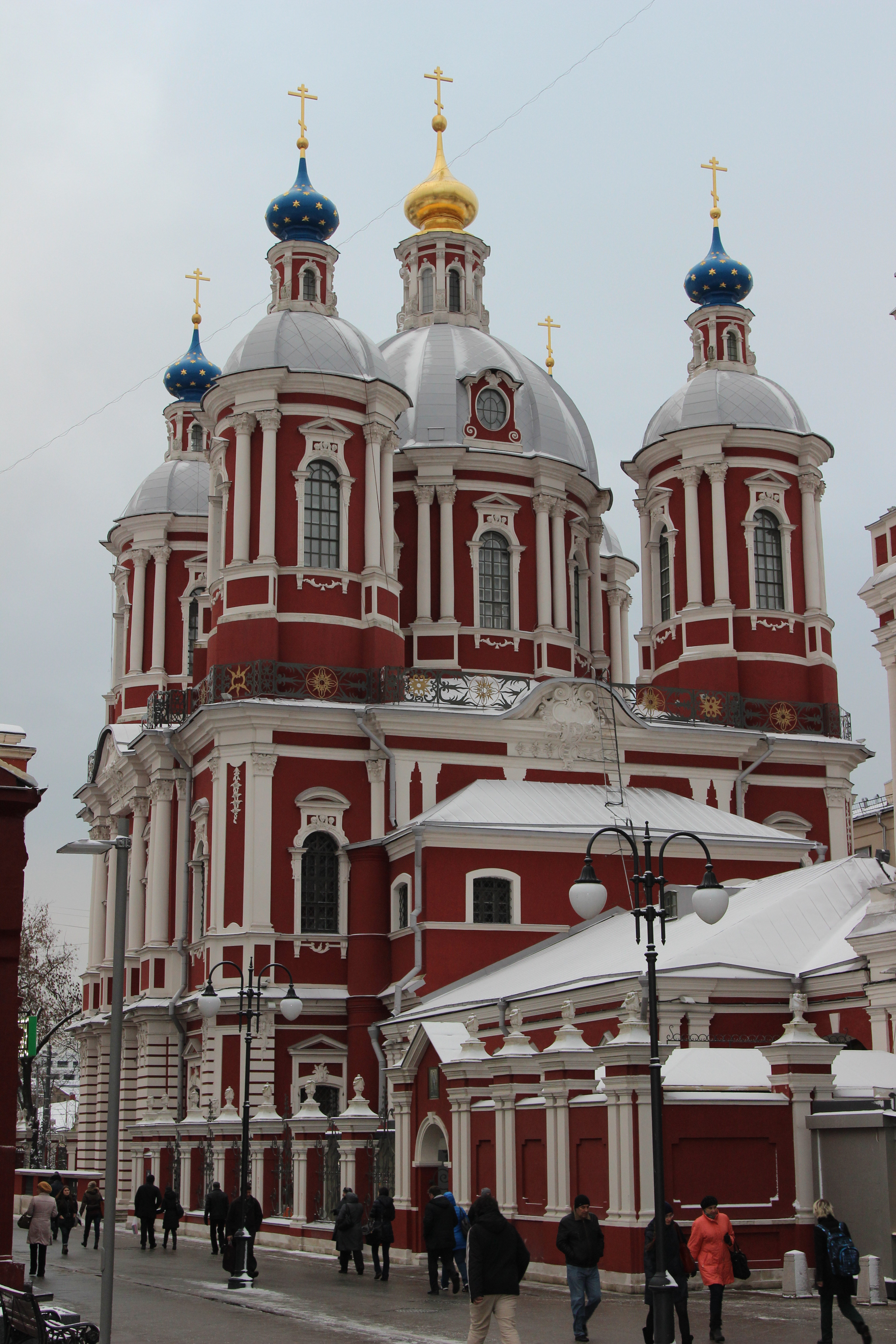
Vue de l'église Saint-Clément.